# Liste kasachischer Auslandsvertretungen

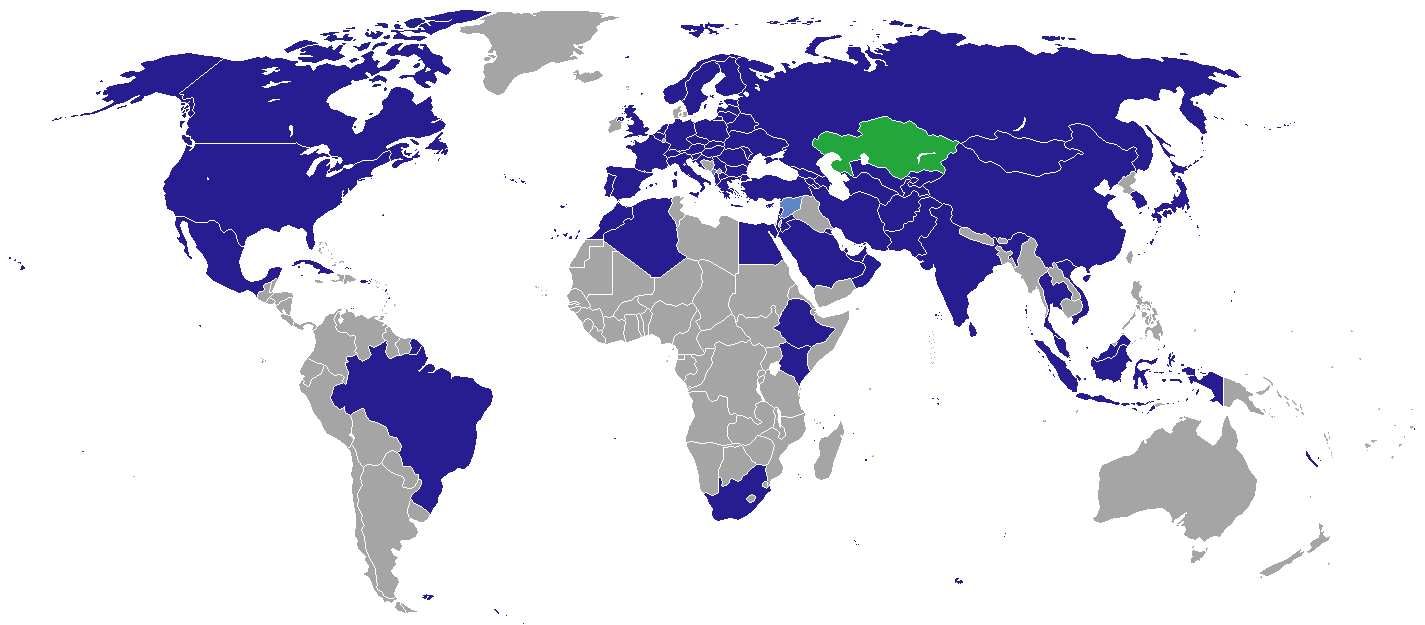
Staaten, die Botschaften der Republik Kasachstan haben (blau)

Diese Seite listet die diplomatischen Auslandsvertretungen der Republik Kasachstan auf: Botschaften, Generalkonsulate, Konsulate und andere Vertretungen.

## Übersicht

### Afrika
| Afrika (A–Z) | Afrika (A–Z)                                                         | Afrika (A–Z)      | Afrika (A–Z)    | Afrika (A–Z)    |
| Land         | Stadt                                                                | Einrichtung       | Vertreter       | Zuständigkeiten |
| ------------ | -------------------------------------------------------------------- | ----------------- | --------------- | --------------- |
| Ägypten      | Kairo 9, Wahib Doss street, Maadi, Kairo                             | Botschaft         | Bahtyar Tasymov |                 |
| Äthiopien    | Addis Abeba                                                          | Botschaft         | Yerlik Ali      |                 |
| Libyen       | Tripolis 8 Kilometer, Gargaresh street, Medina Seyahia av., Tripolis | Chargé d’affaires | Mukhit Orazayev |                 |
| Südafrika    | Pretoria 226 Aries Street, Waterkloof, Pretoria                      | Botschaft         | Talgat Kaliyev  |                 |

### Asien und Ozeanien
| Asien und Ozeanien (A–Z)     | Asien und Ozeanien (A–Z)                                                                           | Asien und Ozeanien (A–Z) | Asien und Ozeanien (A–Z)   | Asien und Ozeanien (A–Z) |
| Land                         | Stadt                                                                                              | Einrichtung              | Vertreter                  | Zuständigkeiten          |
| ---------------------------- | -------------------------------------------------------------------------------------------------- | ------------------------ | -------------------------- | ------------------------ |
| Afghanistan                  | Kabul Kabul, Wazir Akbar Kham, 10-th Str, House, 10                                                | Botschaft                | Omirtai Bitimow            |                          |
| Volksrepublik China          | Peking №9, Dong Liu Jie, San Li Tun, Beijing, China 100600                                         | Botschaft                | Nurlan Jermeqbajew         | Vietnam                  |
| Volksrepublik China          | Hongkong West Tower, Shun Tak Centre, 200 Connaught Road Central, Hong-Kong                        | Generalkonsulat          | Nurzhan Abdymomunow        |                          |
| Volksrepublik China          | Shanghai 200336, Lowshanguan 85, Shanghai                                                          | Generalkonsulat          | Abdulmanap Karibekov       |                          |
| Volksrepublik China          | Ürümqi 216, Kunminlu str., Urumqi, China zip                                                       | Pass- und Visumservice   | Askar Kusaiynov            |                          |
| Indien                       | Neu-Delhi 61, Poorvi Marg, Vasant Vihar, Neu-Delhi - 110057                                        | Botschaft                | Dulat Kuanyshev            | Sri Lanka                |
| Iran                         | Teheran 4, North Hedayat St., Corner of Masjed Alley, Darrus, Tehran-I.R of Iran                   | Botschaft                | Bagdad Amreyev             |                          |
| Iran                         | Gorgan Gorgan city, Bolvar Naharkhoran 604, Edalat st. 66                                          | Generalkonsulat          | Daulet Emberdiyev          |                          |
| Iran                         | Sari Iran, Mazandaran province, Sari town, Pasdaran boulevard, Shakhid-Bakhram street 1 h №2       | Konsulat                 | Baktybai Abddimoldayev     |                          |
| Israel                       | Tel Aviv 52a, Hayarkon Str., Tel Aviv                                                              | Botschaft                | Bolat Nurgalijew           | Zypern                   |
| Japan                        | Tokio 5-9-8 Himonya, Meguro-ku, Tokyo 152-0003                                                     | Botschaft                | Akilbek Kamaldinov         |                          |
| Jordanien                    | Amman Abu Baker Al-Banani Str., Abdoun, 830626 Amman                                               | Botschaft                | Bolat Sarsenbaev           |                          |
| Katar                        | Doha 93, sector 66, Dafna, Doha 25513                                                              | Botschaft                | Azamat Berdybay            |                          |
| Kirgisistan                  | Bischkek 95-A Mira pr., Bischkek                                                                   | Botschaft                | Bibit Isabajew             |                          |
| Libanon                      | Beirut 12 floor, Verdun 732, Verdun str., Al Mousaytebeh, Beirut                                   | Chargé d’affaires        | Darkhan Koksegenov         |                          |
| Malaysia                     | Kuala Lumpur 115, Jalan Ampang Hilir, 55000 Kuala Lumpur                                           | Botschaft                | Beibut Atamkulov           | Philippinen              |
| Mongolei                     | Ulaanbaatar Zaisan street - 31/6, 1 khoroo, Khan-Uul district, “Twin” tawn, Ulaanbaatar            | Botschaft                | Orman Nurbajew             |                          |
| Pakistan                     | Islamabad House No. 11, Str. 45, Sector F-8/1, 43000 Islamabad                                     | Botschaft                | Bakhitbek Shabarbayev      |                          |
| Saudi-Arabien                | Riad Riad 11693 P.O. Box 94012                                                                     | Botschaft                | Bakhtiyar Tasymov          | Kuwait                   |
| Saudi-Arabien                | Dschidda Baghdadiah district, P.O.Box 55615                                                        | Konsulat                 | Omar Mustafin              |                          |
| Singapur                     | Singapur 20, Raffles Place, #14-06, Ocean Towers, Singapore 048620                                 | Botschaft                | Erlan Baudarbek-Kozhatayev | Australien, Neuseeland   |
| Südkorea                     | Seoul 271-5, Hannam-dong, Yongsan-gu, Seoul 140–210                                                | Botschaft                | Darkhan Berdaliyev         |                          |
| Tadschikistan                | Duschanbe 734025, Husein zoda 31/1                                                                 | Botschaft                | Agybaj Smagulow            |                          |
| Thailand                     | Bangkok Suite 4301, 43 rd Floor, JTC Building 919/501 Silom Road, Bangkok 10500                    | Botschaft                | Amir Musin                 |                          |
| Turkmenistan                 | Aşgabat 744036, Asgabat, Garashizlik, 11, h. 13                                                    | Botschaft                | Askhat Orazbay             |                          |
| Usbekistan                   | Taschkent 70015 Toshkent shahar, Chehov 23 Str.                                                    | Botschaft                | Boribai Zheksembin         |                          |
| Vereinigte Arabische Emirate | Abu Dhabi 593, Rashid Bin Saeed Al Maktoum Street (main street #2) Al Safaraat District, Abu Dhabi | Botschaft                | Askar Mussinow             |                          |
| Vereinigte Arabische Emirate | Dubai P.O.BOX 14180, Dubai, U.A.E. Deira, Banyas Road, Green Tower, office 302                     | Konsulat                 | Baurzhan Abdrakhmanov      |                          |

### Europa
| Europa (A–Z)           | Europa (A–Z)                                                              | Europa (A–Z)              | Europa (A–Z)             | Europa (A–Z)                                                      |
| Land                   | Stadt                                                                     | Einrichtung               | Vertreter                | Zuständigkeiten                                                   |
| ---------------------- | ------------------------------------------------------------------------- | ------------------------- | ------------------------ | ----------------------------------------------------------------- |
| Armenien               | Jerewan Jerewan, uliza Aigedsora 66                                       | Botschaft                 | Aimdos Bosschigitow      |                                                                   |
| Aserbaidschan          | Baku uliza Ch. Alijewa, projesd 15, dom 8, 10 Baku                        | Botschaft                 | Serik Primbetow          |                                                                   |
| Belgien                | Brüssel Avenue Van Bever, 30, 1180 Brüssel                                | Botschaft                 | Almas Chamsijew          |                                                                   |
| Bulgarien              | Sofia Sofia, Lozenets Galishiza 38 Str.                                   | Chargé d’affaires         | Temirtai Izbastin        |                                                                   |
| Deutschland            | Berlin Nordendstraße 14–17, 13156 Berlin                                  | Botschaft                 | Bolat Nussupow           | Dänemark                                                          |
| Deutschland            | Bonn Rathausstraße 3, 53225 Bonn                                          | Außenstelle der Botschaft | Gauchar Beissejewa       |                                                                   |
| Deutschland            | Frankfurt am Main Beethoven str. 17, 60325, Frankfurt am Main             | Generalkonsulat           | Achat Alpysbajew         |                                                                   |
| Deutschland            | Bremen Karl-Ferdinand-Braun Str. 8, 28359 Bremen                          | Honorarkonsulat           | Prof. Manfred Fuchs      |                                                                   |
| Deutschland            | Hamburg Rothenbaumchaussee 40, 20148 Hamburg                              | Honorarkonsulat           | Prof. Dr. Peer Witten    |                                                                   |
| Deutschland            | Hannover Landschaftstraße 4/5, 30159 Hannover                             | Honorarkonsulat           | Ajan Kaschabajew         |                                                                   |
| Deutschland            | Stuttgart Rotenwaldstraße 100, 70197 Stuttgart                            | Honorarkonsulat           | Dorothea Haller-Laible   |                                                                   |
| Deutschland            | Wolfratshausen Hans-Urmiller-Ring 46 A, 82515 Wolfratshausen              | Honorarkonsulat           | Saken Chamidullin        |                                                                   |
| Frankreich             | Paris 59, rue Pierre Charron, 75008 Paris                                 | Botschaft                 | Nurlan Danenow           | Portugal, Andorra, Monaco                                         |
| Georgien               | Tiflis 23 Schatberaschwili Str., 0179 Tiflis                              | Botschaft                 | Igor Mussalimow          |                                                                   |
| Griechenland           | Athen Athen, Papagou 15669, Imyttou Str. 122                              | Botschaft                 | Sergei Nutrajew          |                                                                   |
| Italien                | Rom Via Cassia, 471, 00189 – Rome                                         | Botschaft                 | Andrian Jelemessow       | Malta, San Marino                                                 |
| Kroatien               | Zagreb 10000, Zagreb, Trg Kralja Tomislava 8                              | Botschaft                 | Edil Kazychanow          |                                                                   |
| Lettland               | Riga Рига қаласы, Vilandes iela көшесі 6, LV-1010                         | Konsulat                  | Askar Machmutow          |                                                                   |
| Litauen                | Vilnius Birutes 20A/35, 08117 Vilnius-4                                   | Botschaft                 | Ghalymschan Qoischybajew | Estland, Lettland, Finnland                                       |
| Niederlande            | Den Haag Nieuwe Parklaan 69, 2597 LB, Den Haag                            | Botschaft                 | Mainura Myrzamadiewa     |                                                                   |
| Norwegen               | Oslo Nedre Vollgate 3, 2nd floor, 0158, Oslo                              | Chargé d’affaires         | Nurlan Musin             |                                                                   |
| Österreich             | Wien Wipplingerstraße 35, 1010 Wien                                       | Botschaft                 | Qairat Sarybai           |                                                                   |
| Österreich             | Wien Felix-Mottl-Straße 23, 1190 Wien                                     | Konsularabteilung         | Tauboldy Umbetbajew      |                                                                   |
| Österreich             | Graz Mariahilferstraße 9, 8020 Graz                                       | Honorarkonsulat           | Dr. Günter Nebel         |                                                                   |
| Polen                  | Warschau ul. Królowej Marysieńki 14, 02-954 Warschau                      | Botschaft                 | Jerik Utembajew          |                                                                   |
| Rumänien               | Bukarest 26BIS Giuseppe Garibaldi Str., sector 2, Bukarest                | Chargé d’affaires         | Kairat Aman              |                                                                   |
| Russland               | Moskau 01000 Moskau, Tschistoprudni bulwar 3a                             | Botschaft                 | Galym Orasbakow          |                                                                   |
| Russland               | Sankt Petersburg St.-Petersburg Wilenski Pereulok 15                      | Generalkonsulat           | Zhumabek Kenschimow      |                                                                   |
| Russland               | Astrachan 414056 Astrachan, Aquarelnaja 2B                                | Konsulat                  | Aschat Sysdykow          |                                                                   |
| Russland               | Omsk Omsk, ul. Sch. Walichanowa 9                                         | Konsulat                  | El'dar Kunajew           |                                                                   |
| Schweiz                | Bern Melchenbühlweg 79, 3006 Bern                                         | Botschaft                 | Muchtar Tleuberdi        |                                                                   |
| Slowakei               | Bratislava Gundulicova 6, 811 05 Bratislava                               | Konsulat                  | Akmaral Kenschebajewa    |                                                                   |
| Spanien                | Madrid C/ Sotillo, 10 Parque Conde de Orgaz 28043 Madrid                  | Botschaft                 | Baqyt Düissenbajew       |                                                                   |
| Tschechien             | Prag 160 00 Praha 6, ul. Romaina Rolanda 12                               | Botschaft                 | Anarbek Karaschew        | Slowakei                                                          |
| Türkei                 | Ankara 066450 Kilik Ali sokak №6, Or-An Diplomatik Sitesi Cankaya, Ankara | Botschaft                 | Schanseit Tujmebajew     | Albanien                                                          |
| Türkei                 | Istanbul Florya caddesi, № 62 Senlikkoy, Florya-Istanbul                  | Konsulat                  | Askar Schokybajew        |                                                                   |
| Ukraine                | Kiew 01901 Kiew, Melnikova, 26                                            | Botschaft                 | Sauytbek Turysbekow      |                                                                   |
| Ungarn                 | Budapest Kapy u. 59 Budapest 1025                                         | Botschaft                 | Raschid Ibrajew          | Bosnien & Herzegowina, Mazedonien, Montenegro, Serbien, Slowenien |
| Vereinigtes Königreich | London 33 Thurloe Square, London SW7 2SD                                  | Botschaft                 | Qairat Äbussejitow       | Irland, Island, Schweden                                          |
| Vereinigtes Königreich | Aberdeen Bridge House, 1&2 Riverside Drive, Aberdeen, AB11 7LH            | Konsulat                  | Dudar Schakenow          |                                                                   |
| Belarus                | Minsk 220029 Minsk, Kuybischewa 12.                                       | Botschaft                 | Jergali Bulegenow        |                                                                   |

### Nord-, Mittel- und Südamerika
| Nord-, Mittel- und Südamerika (A–Z) | Nord-, Mittel- und Südamerika (A–Z)                                            | Nord-, Mittel- und Südamerika (A–Z) | Nord-, Mittel- und Südamerika (A–Z) | Nord-, Mittel- und Südamerika (A–Z) |
| Land                                | Stadt                                                                          | Einrichtung                         | Vertreter                           | Zuständigkeiten                     |
| ----------------------------------- | ------------------------------------------------------------------------------ | ----------------------------------- | ----------------------------------- | ----------------------------------- |
| Brasilien                           | Brasília SHIS QI 9, Conjunto 3, Casa 8, Brasília                               | Botschaft                           | Kairat Sarzhanov                    |                                     |
| Kanada                              | Ottawa 56 Hawthorne Ave, Ottawa                                                | Botschaft                           | Jerlan Abildajew                    |                                     |
| Kuba                                | Havanna 5ta Ave. 2203 e/22 y 24, Miramar, La Habana                            | Konsulat                            | Byrganym Aitimova                   |                                     |
| Mexiko                              | Mexiko-Stadt Paseo de la Reforma 1510, Col. Lomas de Chapultepec, Mexiko-Stadt | Botschaft                           | Andrian Yelemessov                  |                                     |
| Vereinigte Staaten                  | Washington, D.C. 1401 16th Street, N.W., Washington D.C.                       | Botschaft                           | Qayrat Omarow                       |                                     |
| Vereinigte Staaten                  | New York City 535 Fifth Avenue, 19 Floor, New York City                        | Generalkonsulat                     | Raushan Yesbulatova                 |                                     |

### Internationale Organisationen
| Internationale Organisationen (A–Z) | Internationale Organisationen (A–Z) | Internationale Organisationen (A–Z) | Internationale Organisationen (A–Z)                               |
| Institution                         | Vertreter                           | Land                                | Stadt                                                             |
| ----------------------------------- | ----------------------------------- | ----------------------------------- | ----------------------------------------------------------------- |
| OSZE                                | Kairat SARYBAY                      | Österreich                          | Wien Wipplingerstraße 35, 1010 Wien                               |
| UNO                                 | Kairat SARYBAY                      | Österreich                          | Wien Wipplingerstraße 35, 1010 Wien                               |
| UNESCO                              | Olzhas Suleimenow                   | Frankreich                          | Paris 59, rue Pierre Charron, 75008 Paris                         |
| UNO                                 | Qairat Äbdirachmanow                | Vereinigte Staaten                  | New York City 305 East, 47th Street, 3d Floor, New York, NY 10017 |
| UNO                                 | Muchtar Tleuberdi                   | Schweiz                             | Genf Chemin du Prunier 10, 1218 Grand-Saconnex Geneve             |